# 黃授書
黃授書 （1915年4月26日—1977年9月15日），男，江苏常熟人，美籍华裔天體物理學家。黄畢業於芝加哥大學。職業生涯早期致力於双電子系統中連續吸收係數的研究，后轉向了恆星大氣層、輻射轉換、和聯星與多星系統。在隨後的幾年，開始研究太陽系外行星的生命及其存在條件，於1959年在太平洋天文學會的一次會議中創造了適居帶這個名詞，指稱在恆星周圍能夠讓行星表面的水維持液態的區域。

## 生平
黃授書祖籍江苏省常熟县。1937年本科毕业于浙江大学，1943年至1947年就读于清華大學，獲得天文學碩士學位。1947年公派美國留学，师从地外行星探索先驱奥托·斯特鲁维。1949年取得芝加哥大學天文學博士學位。後在研究機構教授了兩年天文學的課程，并任职于加州大学伯克利分校。1959年，獲得了馬里蘭州戈達德太空飛行中心職位。1960年至1961年兼職於普林斯顿高等研究院。1963年至1964年任美國天主教大學天體物理學教授。1964年成為西北大學的物理和天文教授。

### 晚年
1974年和1977年兩度回到中國。1977年9月15日因心肌梗塞逝世於北京。

## 学术贡献
早年從事双電子系統的研究，稍後研究恆星大氣層、輻射層和聯星或多星系統的動力學。後來轉向恆星物理，研究支持外星生命的星體，並創造出“適居帶”一詞。最終，研究行星適居性，並在1960年的論文中論述適居行星的尺度。
黃授書探索外星生命的文章也刊登在最受歡迎的期刊，如《美國科學家》和《科學美國人》 。

## 纪念
1979年，紫金山天文台將新發現的主帶小行星命名為(3014) 黃授書（Huangsushu）。
2007年，中国天文学会设立黄授书奖，鼓励并表彰在天文学研究中取得突出成果的年轻天文学家，奖项从2007年起开始颁发，每两年一次，每次不超过两项。